# Тундра Землі Аделі
Тундра Землі Аделі — антарктичний екорегіон тундри, розташований в Східній Антарктиді.

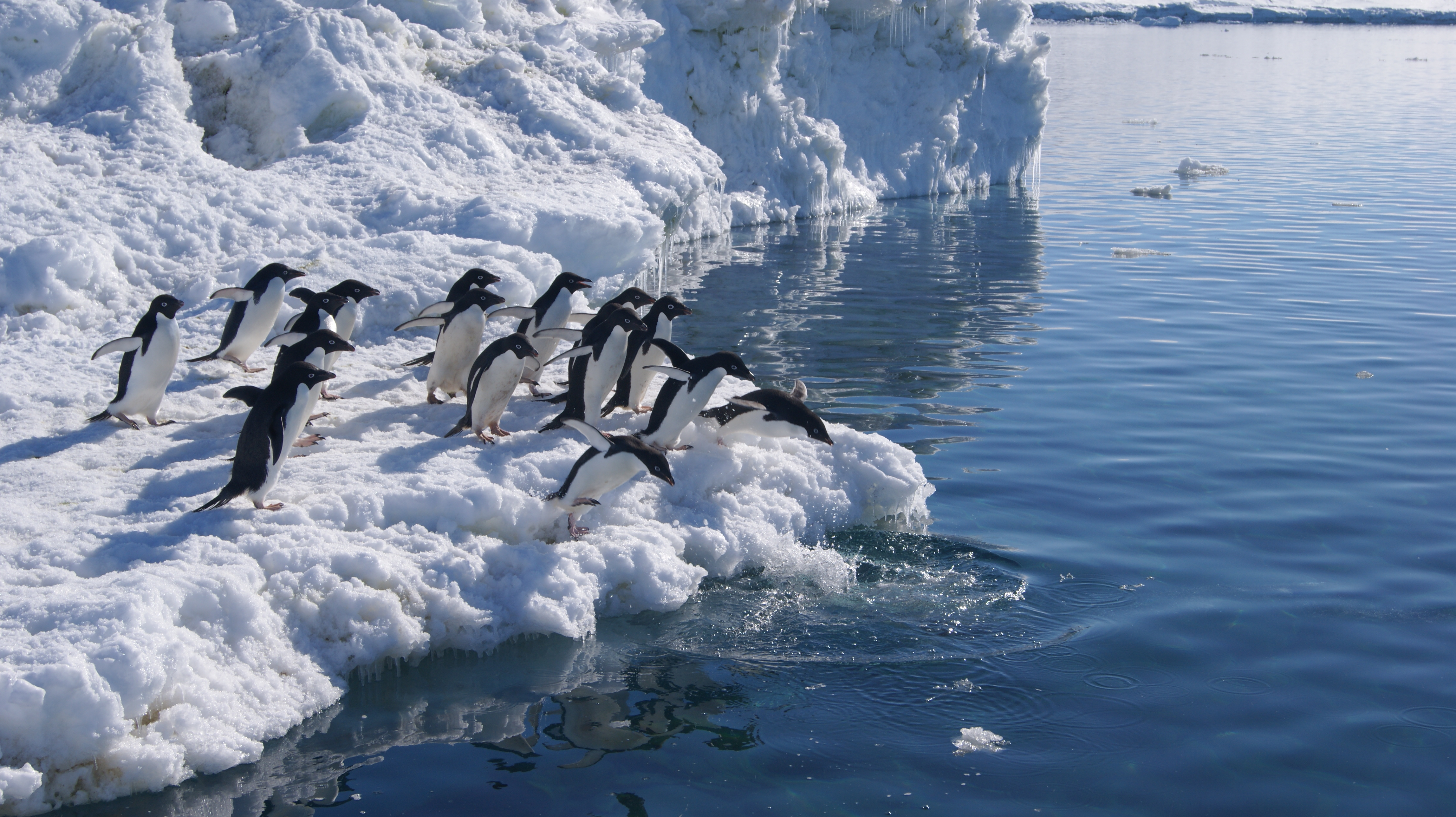
Пінгвіни Аделі на Землі Аделі

## Географія
Екорегіон тундри Землі Аделі охоплює вільні від постійного льоду ділянки, розташовані на узбережжі Землі Оутса, Землі Аделі та Землі Георга V в Східній Антарктиді, на узбережжі моря Дюрвіля, а також на деяких сусідніх островах. Він включає мис Денісон та узбережжя затоки Співдружності — місце, де розташовувалася основна база Дугласа Моусона, керівника Австралійської антарктичної експедиції. Прибережний характер екорегіону відображає його середня висота — близько 200 м над рівнем моря. Це найменший за площею екорегіон Антарктиди.
Майже 98 % всієї Антарктиди вкрито льодовиками, які містять 90 % світового льоду та майже 70 % прісної води на Землі. Східноантарктичний льодовиковий щит спускається до узбережжя, де переходить у шельфові льодовики. Взимку площа морського льоду у морі Дюрвіля збільшується у кілька разів, різко відсуваючи кордон відкритого океану від суходолу.
На Землю Аделі претендує Франція як на частину Французьких Південних і Антарктичних Територій, а на Землю Оутса та Землю Георга V — Австралія як на частину Австралійської антарктичної території. Згідно Договору про Антарктику усі територіальні претензії в Антарктиці заморожені до 2048 року.

## Клімат
В межах екорегіону переважає дуже холодний клімат льодовикової шапки (EF за класифікацією кліматів Кеппена). Середньорічна температура в прибережних районах Землі Аделі коливається від -10 °C до -15 °C. Влітку температура на кілька тижнів тут може підійматися вище 0 °C. На узбережжях регіону дмуть сильні стокові вітри. Земля Аделі відома як найбільш вітряне місце на Землі. Швидкість вітру, який дме із внутрішніх районів континенту до узбережжя, може перевищувати 240 км/год.

## Флора і фауна
Рослинний покрив вільних від постійної криги антарктичних оаз представлений полярними пустелями, у яких зустрічаються деякі види лишайників, мохів та водоростей, пристосованих до екстремальних кліматичних умов. Наземна фауна регіону представлена безхребетними, серед яких переважають нематоди, колемболи та кліщі. 
На узбережжях екорегіону гніздяться різноманітні морські птахи, зокрема пінгвіни Аделі (Pygoscelis adeliae), імператорські пінгвіни (Aptenodytes forsteri), антарктичні поморники (Stercorarius maccormicki), океанники Вільсона (Oceanites oceanicus), антарктичні буревісники (Thalassoica antarctica), гігантські буревісники (Macronectes giganteus), білі буревісники (Pagodroma nivea), південні буревісники (Fulmarus glacialoides) та пінтадо (Daption capense).
Велика гніздова колонія антарктичних буревісників (Thalassoica antarctica) розташована на мисі Хантер, який визнаний важливою орнітологічною територією. В регіоні є 18 колоній пінгвінів Аделі (Pygoscelis adeliae), загальна гніздова популяція яких становить трохи більше 400 000 пар. Найбільша колонія пінгвінів Аделі розташована на островах Маккелар, де щорічно розмножується приблизно 125 000 пар.
Окрім пінгвінів та інших морських птахів на узбережжях екорегіону також зустрічаються тюлені-крабоїди (Lobodon carcinophaga), тюлені Росса (Ommatophoca rossii), тюлені Ведделла (Leptonychotes weddellii) та морські леопарди (Hydrurga leptonyx). Ці ластоногі більшу частину часу проводять серед пакових льодів антарктичного шельфу, однак іноді виповзають на пляжі.

## Збереження
Територія екорегіону перебуває під захистом Протоколу про охорону навколишнього середовища згідно Договору про Антарктику. Тут розташовані три особливі антарктичні природоохоронні території. З них дві призначені для охорони історичних пам'яток, а одна — архіпелаг Пуент-Геологія (ASPA-120) — для захисту біорізноманітної екосистеми. Острови та нунатаки, що входять до цієї території, мають значну біологічну, геологічну та естетичну цінність.
В межах екорегіону розташована одна постійна антарктична дослідницька станція — французька станція Дюмон-д'Юрвіль, заснована у 1956 році. Її щороку відвідують 100 науковців та їх допоміжний персонал. Поблизу станції розташована злітно-посадкова смуга, яка може приймати літаки, та польовий табір. Кожного сезону екорегіон відвідує близько сотні туристів.